# 春日神
春日神（かすがのかみ）は、神道の神である。春日明神または春日権現とも称される。春日大社から勧請を受けた神のことであり、神社の祭神を示すときに主祭神と並んで春日大神などと書かれる。春日神を祀る神社は春日神社などという社名になっており、日本全国に約1000社ある。

## 春日大社の祭神
春日神とは、春日大社の祭神である以下の四柱の神の総称である。
- 武甕槌命
- 経津主命
- 天児屋根命
- 比売神

武甕槌命（鹿島神宮）と経津主命（香取神宮）は藤原氏（中臣氏）の守護神とされ、天児屋根命と比売神は藤原氏の祖神とされる。

## 歴史
春日大社は768年に創建された。それ以前の春日の地では本殿廻廊の西南隅にある、摂社・榎本神社（式内小社）の神が祀られていたとされる。この神は当地の地主神と考えられ、当地に基盤のあった春日氏の氏神とされる。江戸時代に祭神は猿田彦大神になったが、それ以前は巨勢姫明神あるいは巨勢祝という神が祀られていたという。
春日大社の四柱の神のうち、当初、特に存在感が高かったのは武甕槌命であるとされる。天児屋根命は藤原氏の祖神とされるが、大社の創建当時、武甕槌命（鹿島神宮）と経津主命（香取神宮）はともに武神として、中央の政府が蝦夷討伐を進め東北地方への関与を強めていく中で神威が非常に高まっていた。両神宮への封戸の寄進等が盛んとなり、こうした状況が、大社における武甕槌命と経津主命が天児屋根命よりも上座にすえられる結果をもたらしたとされる。
特に、大社の成立にあたり、鹿島神宮の封戸が最初に大社に与えられていった経緯があり、当初、大社は鹿島神宮の末社であるかのような形態が認められたとされる。その後、平安時代に入り延暦20年（西暦801年）からは香取神宮からの援助も受けることとなり、大社における鹿島神宮の圧倒的な存在感は徐々に薄れていったとされる。「春日大社」を指す際に鹿島や香取といった地名を羅列するような状況もあったが、嘉祥3年（西暦850年）には「春日大神社」という一つの存在として叙位の文書等に記載されるようになり、四柱の神を包括する大社の独自性が認められるようになっていったとされる。
それでもなお、大社を鹿島神宮の「末社」的存在とみなす風潮は長期間継続したとされ、『大鏡』においても、「春日明神（春日神）」とは鹿島の神のことである、と読み取れる記述が見受けられる。このため、少なくとも、大鏡の成立した11世紀後半までは、「春日神」を「武甕槌命（武甕槌神）」と同一とみなす考えがあったという指摘がある。鹿島神宮、武甕槌命の存在感がさらに低下し、四柱の神の総称としての「春日神」が定着したのはその後かなり経ってからであると思われる。

## 全国の主な春日神社

### 総本社
- 春日大社（奈良県奈良市） - 総本社。旧官幣大社、別表神社。重要文化財多数所蔵。

### 東北地方
- 春日神社 (利府町)（宮城県利府町）
- 春日神社 (鶴岡市)（山形県鶴岡市櫛引町）- 旧県社。黒川能が重要無形民俗文化財。

### 中部地方
- 春日神社 (上越市)（新潟県上越市春日）-春日大社の記録では全国の春日神社の中で最初に出てくる神社で春日山城の名称の元になった。
- 春日神社 (鯖江市)（福井県鯖江市鳥井町） - 本殿が重要文化財。
- 春日神社 (関市)（岐阜県関市） - 例祭に使用される能装束類（63点）が重要文化財。

### 近畿地方
- 桑名宗社（三重県桑名市） - 「石取祭」が重要無形民俗文化財。
- 春日神社 (大津市)（滋賀県大津市大石富川） - 本殿が重要文化財。
- 春日神社 (野洲市)（滋賀県野洲市） - 神門が重要文化財。
- 春日神社 (栗東市)（滋賀県栗東市） - 表門が重要文化財。
- 春日神社 (東近江市)（滋賀県東近江市小八木町） - 本殿が重要文化財。
- 大原野神社（京都府京都市） - 旧官幣中社。春日神を長岡京の近くに勧請したもの。別称は京春日。
- 吉田神社（京都府京都市） - 旧官幣中社。春日神を平安京の近くに勧請したもの。
- 春日神社 (南丹市)（京都府南丹市園部町高屋） - 本殿が重要文化財。
- 春日神社 (精華町)（京都府相楽郡精華町菱田宮川原） - 本殿が重要文化財。
- 枚岡神社（大阪府東大阪市） - 河内国一宮、旧官幣大社。こちらから天児屋根大神と比売大神を春日大社に勧請した、別称は元春日。
- 倍賀春日神社（大阪府茨木市） - 鎌倉時代の石灯籠が重要文化財。
- 春日神社 (丹波篠山市)（兵庫県丹波篠山市） - 旧県社。能舞台が重要文化財。
- 春日神社 (大和郡山市)（奈良県大和郡山市矢田町） - 金剛山寺境内にあり、本殿が重要文化財。
- 春日神社 (五條市)（奈良県五條市西吉野町向加名生） - 本殿が重要文化財。
- 加太春日神社（和歌山県和歌山市） - 本殿が重要文化財。

### 中国地方
- 春日神社 (岡山市北区)（岡山県岡山市北区） - 旧県社。
- 春日神社 (萩市)（山口県萩市） - 旧県社。

### 四国地方
- 春日神社 (徳島市)（徳島県徳島市） - 旧県社

### 九州地方
- 春日神社 (北九州市)（福岡県北九州市） - 旧県社。
- 春日神社 (春日市)（福岡県春日市） - 「春日の婿押し」が重要無形民俗文化財。
- 春日神社（大分県大分市） - 旧県社、別表神社。

## 神仏習合
本地垂迹説では、春日明神の本地仏には不空羂索観音があてられ、観音菩薩の化身とされた。